# Antonio Ciccarelli (teolog)
Antonio Ciccarelli, italijanski teolog, * ?, † ?
Ciccarelli je bil italijanski duhovnik in doktor teologije. Znan je kot avtor knjige Le vite de pontefici (Življenja papežev). V življenjepisu o papežu Sikstu V. omenja tudi sv. Hieronima in sv. Cirila, mitična začetnika slovanskih pisav glagolice oz. cirilice. 